# Kozenin
Kozenin – wieś w Polsce położona w województwie łódzkim, w powiecie opoczyńskim, w gminie Sławno.
W latach 1954–1959 wieś należała i była siedzibą władz gromady Kozenin, po jej zniesieniu w gromadzie Sławno. W latach 1975–1998 miejscowość administracyjnie należała do województwa piotrkowskiego.
Wierni Kościoła rzymskokatolickiego należą do parafii św. Geroncjusza i Wniebowzięcia NMP w Sławnie.